# Janie Fricke
Jane Marie Fricke (South Whitley, 19 dicembre 1947) è una cantautrice statunitense.

## Biografia
Janie Fricke ha avviato la sua carriera musicale come corista di cantanti country. Ha raggiunto il successo nazionale negli anni 80, durante i quali ha accumulato otto numero uno, diciassette top ten e trentasei ingressi nella Hot Country Songs. Nel 1982 e nel 1983 ha vinto due CMA Awards come miglior cantante femminile, mentre nell'aprile 1984 il suo album Black & White ha raggiunto la vetta della classifica statunitense dedicata ai dischi country. Ha inoltre ricevuto quattro candidature ai Grammy Awards tra il 1978 e il 1985.

## Discografia

### Album in studio
- 1978 – Singer of Songs
- 1979 – Love Notes
- 1980 – From the Heart
- 1980 – Nice 'n Easy (con Johnny Duncan)
- 1980 – I'll Need Someone to Hold Me When I Cry
- 1981 – Sleeping with Your Memory
- 1982 – It Ain't Easy
- 1983 – Love Lies
- 1984 – The First Word in Memory
- 1985 – Somebody Else's Fire
- 1986 – Black and White
- 1987 – After Midnight
- 1988 – Saddle the Wind
- 1989 – Labor of Love
- 1991 – Great Movie Themes
- 1991 – Janie Fricke
- 1992 – Crossroads: Hymns of Faith
- 1995 – Now and Then
- 2000 – Bouncin' Back
- 2003 – Tributes to My Heroes
- 2004 – The Bluegrass Sessions
- 2008 – Roses and Lace
- 2012 – Country Side of Bluegrass

### Album dal vivo
- 2002 – Live at Billy Bob's Texas

### Raccolte
- 1982 – Greatest Hits
- 1985 – The Very Best of Janie
- 1986 – I Love Country
- 1986 – 17 Greatest Hits
- 1987 – Celebration
- 1995 – Sweet and Sassy
- 1999 – Super Hits
- 1999 – Anthology
- 2006 – Golden Legends: Janie Fricke
- 2018 – The Essential Janie Fricke

### Singoli
- 1977 – What're You Doing Tonight
- 1977 – Come a Little Bit Closer (con Johnny Duncan)
- 1978 – Baby It's You
- 1978 – Please Help Me, I'm Falling (In Love With You)
- 1978 – On My Knees (con Charlie Rich)
- 1978 – Playin' Hard to Get
- 1979 – I'll Love Away Your Troubles for Awhile
- 1979 – Let's Try Again
- 1979 – But Love Me
- 1980 – Pass Me By (If You're Only Passing Through)
- 1980 – He's Out of My Life (con Johnny Duncan)
- 1980 – Down to My Last Broken Heart
- 1981 – Pride
- 1981 – I'll Need Someone to Hold Me (When I Cry)
- 1981 – Do Me with Love
- 1982 – Don't Worry 'bout Me Baby
- 1982 – It Ain't Easy Bein' Easy
- 1983 – You Don't Know Love
- 1983 – He's a Heartache (Looking for a Place to Happen)
- 1983 – Tell Me a Lie
- 1984 – Let's Stop Talkin' About It
- 1984 – If the Fall Don't Get You
- 1984 – Your Heart's Not in It
- 1984 – A Place to Fall Apart (con Merle Haggard)
- 1984 – The First Word in Memory Is Me
- 1985 – She's Single Again
- 1985 – Somebody Else's Fire
- 1986 – Easy to Please
- 1986 – Always Have, Always Will
- 1986 – When a Woman Cries
- 1987 – Are You Satisfied?
- 1987 – Baby You're Gone
- 1987 – From Time to Time (It Feels Like Love Again) (con Larry Gatlin and the Gatlin Brothers)
- 1988 – Where Does Love Go (When It's Gone)
- 1988 – I'll Walk Before I Crawl
- 1988 – The Heart
- 1989 – Love Is One of Those Words
- 1989 – Give 'em My Number
- 1990 – Couldn't See the Gold (con Tommy Hunter)
- 1991 – You Never Crossed My Mind
- 1981 – I Want to Grow Old with You